# Crati
A Crati (görögül: Κρᾶθις [Kráthisz], latinul: Crathis) az olaszországi Calabria régió legjelentősebb folyója.
A Sila-fennsíkből ered, átszeli Cosenza megyét és Thurii városának romjai mellett a Tarantói-öbölbe ömlik.  Az ókorban Lucania és Bruttium provinciák határát képezte. Sztrabón és idősebb Plinius is említést tesznek róla feljegyzéseikben, hiszen a Magna Graecia egyik legfontosabb városa, Szübarisz mellett haladt el. 
Mellékfolyói az Annca, Campagnano, Coscile, Coscinello, Emoli, Mavigliano, Mesca, Arente, Cardone, Caricchio, Duglia, Galtrella, Gidora, Iavas, Mucone és Muzzolito.